# Screen Actors Guild Awards 1996

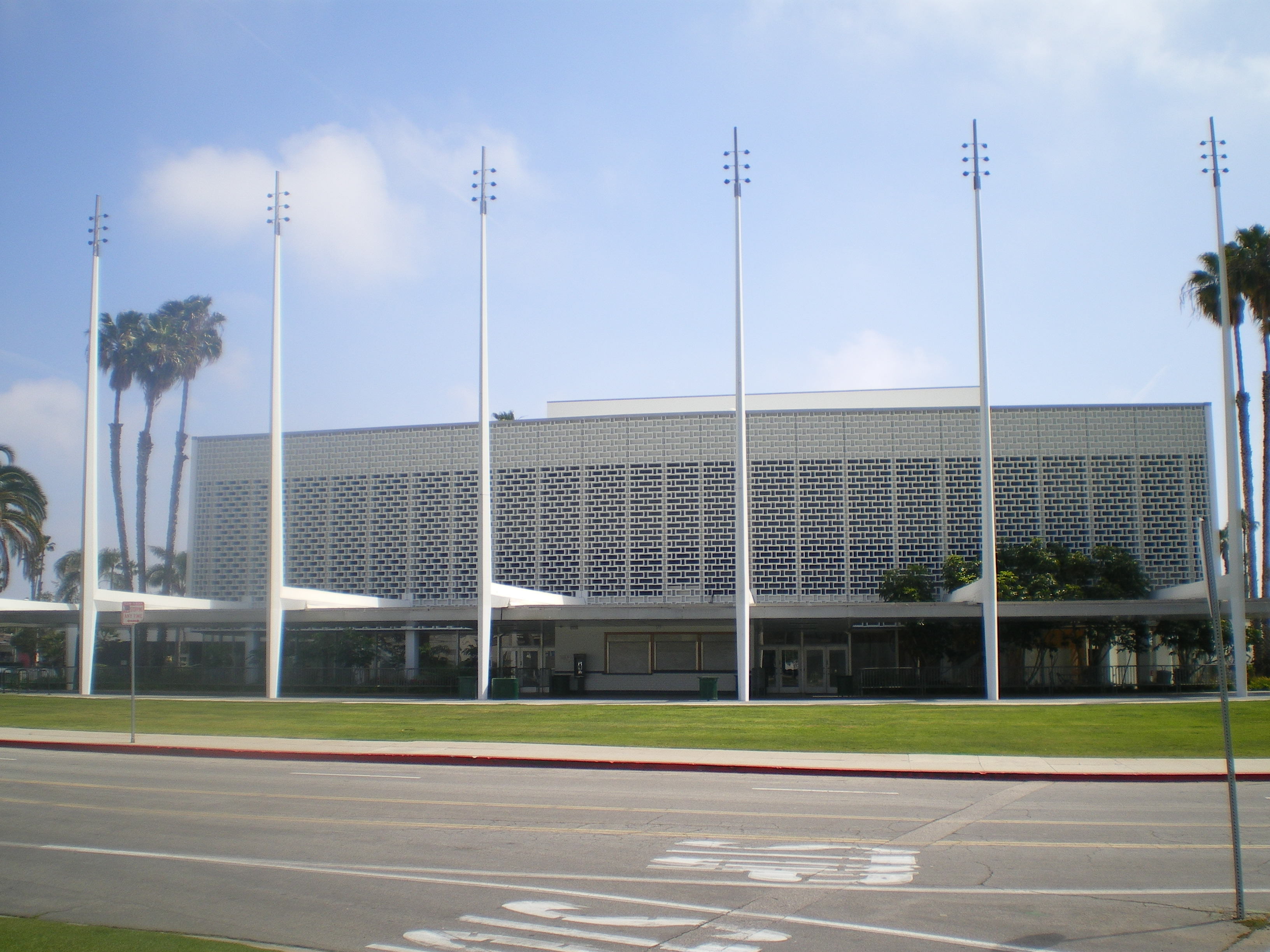
Das Santa Monica Civic Auditorium, Veranstaltungsort der Screen Actors Guild Awards 1996

Die 2. Verleihung der US-amerikanischen Screen Actors Guild Awards (englisch 2nd Screen Actors Guild Awards), die die Screen Actors Guild jedes Jahr in den Bereichen Film (5 Kategorien) und Fernsehen (8 Kategorien) vergibt, fand am 24. Februar 1996 im Santa Monica Civic Auditorium im kalifornischen Santa Monica statt. Die so genannten SAG Awards ehren, im Gegensatz beispielsweise zum Golden Globe Award, nur Film-, Fernseh- und Ensembleschauspieler und gelten als Gradmesser für die bevorstehende Oscar-Verleihung. Gekürt werden die Sieger von den Mitgliedern der Screen Actors Guild, der man angehören muss, um in den Vereinigten Staaten als Schauspieler zu arbeiten. In den Vereinigten Staaten wurde die Verleihung live vom Sender NBC gezeigt.
Für sein Lebenswerk wurde der US-amerikanische Schauspieler Robert Redford gewürdigt.

## Gewinner und Nominierte im Bereich Film
| Film                                 | N | A |
| ------------------------------------ | - | - |
| Sinn und Sinnlichkeit                | 3 | 1 |
| Nixon                                | 3 | 0 |
| Apollo 13                            | 2 | 2 |
| Dead Man Walking – Sein letzter Gang | 2 | 1 |
| Leaving Las Vegas                    | 2 | 1 |

### Bester Hauptdarsteller
Nicolas Cage – Leaving Las Vegas
Anthony Hopkins – Nixon
James Earl Jones – Cry, the Beloved Country
Sean Penn – Dead Man Walking – Sein letzter Gang (Dead Man Walking)
Massimo Troisi (postum) – Der Postmann (Il Postino)

### Beste Hauptdarstellerin
Susan Sarandon – Dead Man Walking – Sein letzter Gang (Dead Man Walking)
Joan Allen – Nixon
Elisabeth Shue – Leaving Las Vegas
Meryl Streep – Die Brücken am Fluß (The Bridges of Madison County)
Emma Thompson – Sinn und Sinnlichkeit (Sense and Sensibility)

### Bester Nebendarsteller
Ed Harris – Apollo 13
Kevin Bacon – Murder in the First
Kenneth Branagh – Othello
Don Cheadle – Teufel in Blau (Devil in a Blue Dress)
Kevin Spacey – Die üblichen Verdächtigen (The Usual Suspects)

### Beste Nebendarstellerin
Kate Winslet – Sinn und Sinnlichkeit (Sense and Sensibility)
Stockard Channing – Smoke
Anjelica Huston – Crossing Guard – Es geschah auf offener Straße (The Crossing Guard)
Mira Sorvino – Geliebte Aphrodite (Mighty Aphrodite)
Mare Winningham – Georgia

### Bestes Schauspielensemble
Apollo 13

Kevin Bacon, Tom Hanks, Ed Harris, Bill Paxton, Kathleen Quinlan und Gary Sinise
Schnappt Shorty (Get Shorty)
Danny DeVito, Dennis Farina, James Gandolfini, Gene Hackman, Delroy Lindo, David Paymer, Rene Russo und John Travolta
Ein amerikanischer Quilt (How to Make an American Quilt)
Maya Angelou, Anne Bancroft, Ellen Burstyn, Samantha Mathis, Kate Nelligan, Winona Ryder, Jean Simmons, Lois Smith und Alfre Woodard
Nixon
Joan Allen, Brian Bedford, Powers Boothe, Kevin Dunn, Fyvush Finkel, Annabeth Gish, Tony Goldwyn, Larry Hagman, Ed Harris, Edward Herrmann, Anthony Hopkins, Bob Hoskins, Madeline Kahn, E. G. Marshall, David Paymer, David Hyde Pierce, Paul Sorvino, Mary Steenburgen, J. T. Walsh und James Woods
Sinn und Sinnlichkeit (Sense and Sensibility)
Hugh Grant, Alan Rickman, Emma Thompson und Kate Winslet

## Gewinner und Nominierte im Bereich Fernsehen
| Serie/Film                              | N | A |
| --------------------------------------- | - | - |
| Emergency Room – Die Notaufnahme        | 4 | 2 |
| New York Cops – NYPD Blue               | 4 | 0 |
| Seinfeld                                | 4 | 0 |
| Frasier                                 | 3 | 1 |
| Verrückt nach dir                       | 3 | 0 |
| Akte X – Die unheimlichen Fälle des FBI | 2 | 1 |
| Cybill                                  | 2 | 1 |
| Friends                                 | 2 | 1 |
| Chicago Hope – Endstation Hoffnung      | 2 | 0 |

### Bester Darsteller in einem Fernsehfilm oder Miniserie
Gary Sinise – Truman – Der Mann, der Geschichte schrieb (Truman)
Alec Baldwin – Endstation Sehnsucht (A Streetcar Named Desire)
Laurence Fishburne – Die Ehre zu fliegen (The Tuskegee Airmen)
James Garner – Detektiv Rockford – Ende gut, alles gut (The Rockford Files: A Blessing in Disguise)
Tommy Lee Jones – Einmal Cowboy, immer ein Cowboy (The Good Old Boys)

### Beste Darstellerin in einem Fernsehfilm oder Miniserie
Alfre Woodard – The Piano Lesson
Glenn Close – Serving in Silence: The Margarethe Cammermeyer Story
Sally Field – Wechselspiel des Lebens (A Woman of Independent Means)
Anjelica Huston – Buffalo Girls
Sela Ward – Der Kampf ums Glück (Almost Golden: The Jessica Savitch Story)

### Bester Darsteller in einer Dramaserie
Anthony Edwards – Emergency Room – Die Notaufnahme (ER)
George Clooney – Emergency Room – Die Notaufnahme (ER)
David Duchovny – Akte X – Die unheimlichen Fälle des FBI (The X-Files)
Dennis Franz – New York Cops – NYPD Blue (NYPD Blue)
Jimmy Smits – New York Cops – NYPD Blue (NYPD Blue)

### Beste Darstellerin in einer Dramaserie
Gillian Anderson – Akte X – Die unheimlichen Fälle des FBI (The X-Files)
Christine Lahti – Chicago Hope – Endstation Hoffnung (Chicago Hope)
Sharon Lawrence – New York Cops – NYPD Blue (NYPD Blue)
Julianna Margulies – Emergency Room – Die Notaufnahme (ER)
Sela Ward – Ein Strauß Töchter (Sisters)

### Bester Darsteller in einer Comedyserie
David Hyde Pierce – Frasier
Jason Alexander – Seinfeld
Kelsey Grammer – Frasier
Paul Reiser – Verrückt nach dir (Mad About You)
Michael Richards – Seinfeld

### Beste Darstellerin in einer Comedyserie
Christine Baranski – Cybill
Candice Bergen – Murphy Brown
Helen Hunt – Verrückt nach dir (Mad About You)
Lisa Kudrow – Friends
Julia Louis-Dreyfus – Seinfeld

### Bestes Schauspielensemble in einer Dramaserie
Emergency Room – Die Notaufnahme (ER)

George Clooney, Anthony Edwards, Eriq La Salle, Julianna Margulies, Gloria Reuben, Sherry Stringfield und Noah Wyle
Chicago Hope – Endstation Hoffnung (Chicago Hope)
Adam Arkin, Peter Berg, Jayne Brook, Vondie Curtis-Hall, Hector Elizondo, Thomas Gibson, Roxanne Hart, Christine Lahti, Peter MacNicol, Mandy Patinkin und Jamey Sheridan
Law & Order
Benjamin Bratt, Jill Hennessy, Steven Hill, S. Epatha Merkerson, Chris Noth, Jerry Orbach und Sam Waterston
New York Cops – NYPD Blue (NYPD Blue)
Gordon Clapp, Kim Delaney, Dennis Franz, Sharon Lawrence, James McDaniel, Justine Miceli, Gail O’Grady, Jimmy Smits und Nicholas Turturro
Picket Fences – Tatort Gartenzaun (Picket Fences)
Amy Aquino, Kathy Baker, Don Cheadle, Kelly Connell, Lauren Holly, Fyvush Finkel, Costas Mandylor, Holly Marie Combs, Marlee Matlin, Justin Shenkarow, Tom Skerritt, Adam Wylie und Ray Walston

### Bestes Schauspielensemble in einer Comedyserie
Friends

Jennifer Aniston, Courteney Cox, Lisa Kudrow, Matt LeBlanc, Matthew Perry und David Schwimmer
Cybill
Christine Baranski, Dedee Pfeiffer, Alan Rosenberg, Cybill Shepherd, Alicia Witt und Tom Wopat
Frasier
Dan Butler, Peri Gilpin, Kelsey Grammer, Jane Leeves, John Mahoney und David Hyde Pierce
Verrückt nach dir (Mad About You)
Helen Hunt, Leila Kenzle, John Pankow, Anne Ramsay und Paul Reiser
Seinfeld
Jason Alexander, Julia Louis-Dreyfus, Michael Richards und Jerry Seinfeld

## Preis für das Lebenswerk
Robert Redford